# Slicing by Eight
Slicing by Eight (SB8) ist in der Informatik ein fehlererkennender Sicherungscode, der als eine spezielle Implementierungsform der zyklischen Redundanzprüfung (CRC) angesehen werden kann. Der Code ist vor allem auf die Strukturen und Befehle in 32- und 64-Bit-Prozessoren von der Firma Intel optimiert und basiert in seiner Struktur auf dem CRC-32-Verfahren mit dem speziell gewählten Generatorpolynom (CRC-Polynom) 0x1EDC6F41.
Er ist von der Firma Intel für das iSCSI-Verfahren entwickelt worden.